# وارتون باركر
وارتون باركر (بالإنجليزية: Wharton Barker) هو مصرفي أمريكي، ولد في 1 مايو 1846 في فيلادلفيا في الولايات المتحدة، وتوفي في 9 أبريل 1921.